# جورج كورتيس (سياسي)
جورج كورتيس (بالإنجليزية: George Curtis)‏ هو سياسي أسترالي، ولد في 19 يوليو 1845 بتامورث في أستراليا، وتوفي في 6 أكتوبر 1922 في نفس البلد. حزبياً، نشط في Queensland Labor Party ‏. وقد انتخب عضو المجلس التشريعي ولاية كوينزلاند عن دائرة Electoral district of Rockhampton ‏.